# Rì Cháng Duì Huà
Rì Cháng Duì Huà é um filme de drama documental taiwanês de 2016 dirigido e escrito por Huang Hui-chen. Foi selecionado como representante de seu país ao Oscar de melhor filme estrangeiro em 2018.